# Indiai labdarúgó-szövetség
Indiai labdarúgó-szövetség (angolul: All India Football Federation) (AIFF).

## Történelme
1937-ben alapították. A Nemzetközi Labdarúgó-szövetségnek (FIFA) 1948-tól tagja. 
Az Ázsiai Labdarúgó-szövetségnek (AFC) 1954-től tagja.
Fő feladata a nemzetközi kapcsolatokon kívül, az  Indiai labdarúgó-válogatott férfi és női ágának, a korosztályos válogatottak illetve a nemzeti bajnokság szervezése, irányítása. A működést biztosító bizottságai közül a Játékvezető Bizottság (JB) felelős a játékvezetők utánpótlásáért, elméleti (teszt) és cooper (fizikai) képzéséért, foglalkoztatásáért.

## Sporteredmények
Az indiai válogatott sikereket egyedül az Ázsia-játékokon ért el, melynek labdarúgótornáját 1951-ben és 1962-ben meg is nyerte. Az 1956. évi nyári olimpiai játékokon, Ausztráliában, a bronzéremért Bulgária olimpiai csapatával mérkőzött.
| Időpont           | Helyszín                    | Mérkőzés típusa | Mérkőzés       | Eredmény | Nézők száma | Játékvezető                  |
| ----------------- | --------------------------- | --------------- | -------------- | -------- | ----------- | ---------------------------- |
| 1956. december 7. | Olimpiai Stadion, Melbourne | bronzmérkőzés   | Bulgária–India | 3 : 0    | 21 236      | Nyikolaj Gavrilovics Latisev |